# Blue (album av Willy Clay Band)
Blue är den andra skivan av Kiruna-bandet Willy Clay Band. Skivan släpptes 28 oktober 2009 och är producerad av Ollie Olson (Robyn, Christian Walz, Oh Laura m fl).
Låtarna på "Blue" utgörs i grund och botten om melodiös rock, och de country- och americana-influenserna som bandet kännetecknas av har omsatts i en mer radiovänlig produktion.
Med låtar som första singeln "Mighty Good Time" och öppningsspåret "Most of All" har bandet redan innan skivan släppts fått fina recensioner, bland annat från den legendariske Chip Taylor, som också spelat med musiker från Willy Clay Band under hösten 2009.

## Låtlista
1. Most of All
2. Mighty Good Time
3. Jailbird
4. True Lies
5. The Miner (Kiruna)
6. Stay Down
7. Solid Ground
8. A Little More
9. Shading The Sun
10. Playing In A Band
11. Modern World
12. Far Away
13. Under the Spell
14. Never Never (cover på Vince Clarkes, The Assembly, som släpptes 1983.)

## Medverkande
Willy Clay Band
- Björn Petterson (bas, mandolin, sång)
- Fredrik Elenius (trummor, slagverk)
- Reine Tuoremaa (gitarr, munspel, sång)
- Örjan Mäki (gitarr, pedal steel, lap steel, dobro)
- Tony Björkenvall (sång, gitarr)

Övriga
- David Lindgren Zacharias (keyboard)
- Erling Fredriksson (ståbas på "Jailbird")
- Frida Snell (sång på "Far Away")